# فينسنت أنجيليني
فينسنت أنجيليني (وُلد 12 سبتمبر 2003) هو لاعب كرة قدم أسكتلندي يلعب كحارس مرمى في النادي السعودي "الرياض". وٌلد أنجليني عام 2003 في غلاسكو، أسكتلندا، لأب إيطالي وأم أسكتلندية، وهو حفيذ اللاعب الاسكتلندي ديفيد هاي. يتحدث الإيطالية ويحمل جواز سفر إيطالي.

## مسيرته الكروية
كلاعب شاب، انضم أنجيليني إلى أكاديمية الشباب لنادي سلتيك الاسكتلندي. أثناء لعبه للنادي، وُصف من قبل صحيفة "لا جازيتا ديلو سبورت" الإيطالية بأنه "أحد أكثر حراس المرمى الواعدين في اسكتلندا". في سن السابعة عشرة، انضم إلى أكاديمية الشباب لنادي واتفورد الإنجليزي في الدوري الإنجليزي الممتاز، حيث لعب لفريق تحت 21 سنة.
في عام 2023، وقع عقدًا مع نادي برينتفورد الإنجليزي في الدوري الإنجليزي الممتاز. ومع ذلك، لم يشارك في أي مباراة مع الفريق الأول، ولعب فقط مع الفريق الاحتياطي. بعد عام ونصف، وقع عقدًا مع نادي الرياض السعودي.